# Geometria uporządkowania
Geometria uporządkowania – geometria, której jedynymi pojęciami pierwotnymi są punkty {\displaystyle A,} {\displaystyle B,} {\displaystyle C,\dots } oraz trzyargumentowa relacja leżenia między {\displaystyle [ABC]}. W geometrii tej, podobnie jak w geometrii rzutowej, pomija się pojęcie odległości (metryki). Geometria uporządkowania jest bazą dla geometrii absolutnej i geometrii afinicznej (ale nie dla geometrii rzutowej).

## Aksjomatyka geometrii uporządkowania
Według Coxetera.

### Pojęcia pierwotne
1. Zbiór, którego elementy są nazywane punktami i oznaczane {\displaystyle A,} {\displaystyle B,} {\displaystyle C,}…
2. Relacja trójargumentowa na punktach {\displaystyle [ABC]} odczytywana „punkt {\displaystyle B} leży między punktami {\displaystyle A} i {\displaystyle C}”.

### Definicje

Podział prostej punktami i na odcinek otwarty (fioletowy) i dwa promienie: (zielony) i (czerwony; punkty i nie należą do żadnego z trzech zbiorów podziału)

1. Odcinek otwarty {\displaystyle AB} jest zbiorem wszystkich takich punktów {\displaystyle P,} że {\displaystyle [APB].}
2. Odcinek domknięty {\displaystyle {\overline {AB}}} jest sumą odcinka otwartego {\displaystyle AB} i zbioru {\displaystyle \{A,B\}.}
3. Promień {\displaystyle A/B}[4] jest zbiorem wszystkich takich punktów {\displaystyle P,} że {\displaystyle [PAB].} Promień {\displaystyle A/B} nie zawiera punktu {\displaystyle A.}
4. Prosta {\displaystyle AB} jest sumą odcinka domkniętego {\displaystyle {\overline {AB}}} i promieni {\displaystyle A/B} i {\displaystyle B/A.}
5. Jeżeli punkty {\displaystyle A,} {\displaystyle B} i {\displaystyle C} nie leżą na jednej prostej (czyli są niewspółliniowe), to definiują one trójkąt {\displaystyle ABC,} który składa się z trzech wierzchołków {\displaystyle A,} {\displaystyle B} i {\displaystyle C} oraz trzech boków będących odcinkami otwartymi {\displaystyle AB,} {\displaystyle BC} i {\displaystyle CA.}
6. Jeżeli {\displaystyle A,} {\displaystyle B} i {\displaystyle C} są trzema niewspółliniowymi punktami, to płaszczyzna {\displaystyle ABC} jest zbiorem wszystkich punktów współliniowych z parami punktów leżących na jednym lub na dwóch bokach trójkąta {\displaystyle ABC}

### Aksjomaty

Aksjomat Pascha w geometrii uporządkowania (siódmy w spisie)

1. Istnieją co najmniej dwa punkty.
2. Jeżeli {\displaystyle A} i {\displaystyle B} są dwoma różnymi punktami, to istnieje co najmniej jeden punkt {\displaystyle C,} dla którego {\displaystyle [ABC].}
3. Jeżeli {\displaystyle [ABC],} to {\displaystyle A\neq C.}
4. Jeżeli {\displaystyle [ABC],} to {\displaystyle [CBA],} ale nie {\displaystyle [BCA].}
5. Jeżeli {\displaystyle C} i {\displaystyle D} są różnymi punktami na prostej {\displaystyle AB,} to {\displaystyle A} znajduje się na prostej {\displaystyle CD.}
6. Jeżeli {\displaystyle AB} jest prostą, to istnieje punkt {\displaystyle C} nie leżący na tej prostej.
7. Jeżeli {\displaystyle ABC} jest trójkątem oraz zachodzą relacje {\displaystyle [BCD]} i {\displaystyle [CEA],} to na prostej {\displaystyle DE} znajduje się punkt {\displaystyle F,} dla którego {\displaystyle [AFB]} (Aksjomat Pascha).
8. Wszystkie punkty leżą w tej samej płaszczyźnie[5].
9. Dla każdego podziału zbioru wszystkich punktów prostej na dwa niepuste zbiory, takie że żaden punkt jednego nie leży między dwoma punktami drugiego, istnieje punkt należący do jednego zbioru, który leży między każdym innym punktem tego zbioru a każdym punktem drugiego zbioru (Aksjomat ciągłości, zw. też pewnikiem Dedekinda).

### Najprostsze własności

W każdym odcinku otwartym można znaleźć jakiś punkt

- Jeżeli {\displaystyle [ABC],} to nie {\displaystyle [CAB].}

Dowód. Gdyby {\displaystyle [CAB],} to na mocy aksjomatu 4. nie {\displaystyle [ABC],} wbrew założeniu, co dowodzi tezy.
- Jeżeli {\displaystyle [ABC],} to punkty {\displaystyle A,} {\displaystyle B} i {\displaystyle C} są różne.

Dowód. Gdyby {\displaystyle B=C,} to na podstawie aksjomatu 4. byłoby jednocześnie {\displaystyle [BBA]} i nie {\displaystyle [BBA],} czyli sprzeczność. Jeżeli {\displaystyle B=A} na mocy aksjomatu 4. {\displaystyle [CBA],} czyli jednocześnie {\displaystyle [ABC]} i nie {\displaystyle [BAC],} czyli jednocześnie {\displaystyle [AAC]} i nie {\displaystyle [AAC],} co jest sprzeczne. Zatem {\displaystyle B\neq C,} {\displaystyle A\neq B.} Ponieważ z aksjomatu 3. {\displaystyle A\neq C,} więc wszystkie punkty są różne.
Z aksjomatu 5. wynika twierdzenie:
- Jeżeli {\displaystyle C} i {\displaystyle D} są różnymi punktami na prostej {\displaystyle AB,} to proste {\displaystyle AB} i {\displaystyle CD} są identyczne.

Pociąga ona za sobą ważne własności prostych:
- Dwa różne punkty leżą na dokładnie jednej prostej.
- Dwie różne proste mają co najwyżej jeden punkt wspólny.
- Jeśli punkty {\displaystyle A,} {\displaystyle B} i {\displaystyle C} leżą na jednej prostej, to spełniona jest jedna z relacji {\displaystyle [ABC],} {\displaystyle [BCA]} lub {\displaystyle [CAB].}

Z aksjomatu 6. wynika, że:
- Jeśli {\displaystyle A,} {\displaystyle B} i {\displaystyle C} nie leżą na jednej prostej, to proste {\displaystyle AB,} {\displaystyle BC} i {\displaystyle CA} są różne.
- Dla dowolnych dwóch punktów {\displaystyle A} i {\displaystyle B} istnieje taki punkt {\displaystyle C,} że {\displaystyle [ACB].}

Dowód. Z aksjomatu 6. wynika, że istnieje punkt {\displaystyle E} nienależący do prostej {\displaystyle AB} (zielona prosta na rysunku). Z aksjomatu 2. wynika, że istnieje taki punkt {\displaystyle F,} że {\displaystyle [BEF]} oraz taki punkt {\displaystyle G,} że {\displaystyle [AFG].} Na podstawie aksjomatu 7. istnieje na prostej {\displaystyle GE} taki punkt {\displaystyle C,} że {\displaystyle [ACB].}
- Problem Sylvestera: Jeżeli danych jest n punktów i nie wszystkie są współliniowe, to istnieje co najmniej jedna prosta zawierająca dokładnie dwa spośród nich[6].

## Definicja afiniczna geometrii uporządkowania na płaszczyźnie
Emil Artin w swojej książce Algebra geometryczna zaproponował nieco inne podejście do geometrii uporządkowania, bardziej użyteczne przy algebraicznym ujęciu problemu:
Płaszczyznę nazywamy uporządkowaną, jeśli:
1. Zbiór punktów na każdej prostej jest liniowo uporządkowany.
2. Rzut równoległy punktów jednej prostej na drugą prostą albo zachowuje uporządkowanie, albo zmienia je na przeciwne[7].

Podstawowym wynikiem w tak rozwijanej geometrii uporządkowania jest następujące twierdzenie:
Geometria uporządkowania na płaszczyźnie kanonicznie indukuje ciało słabo uporządkowane {\displaystyle k,} a słabe uporządkowanie ciała {\displaystyle k} kanonicznie indukuje geometrię uporządkowania.